# Kathedraal van Montpellier

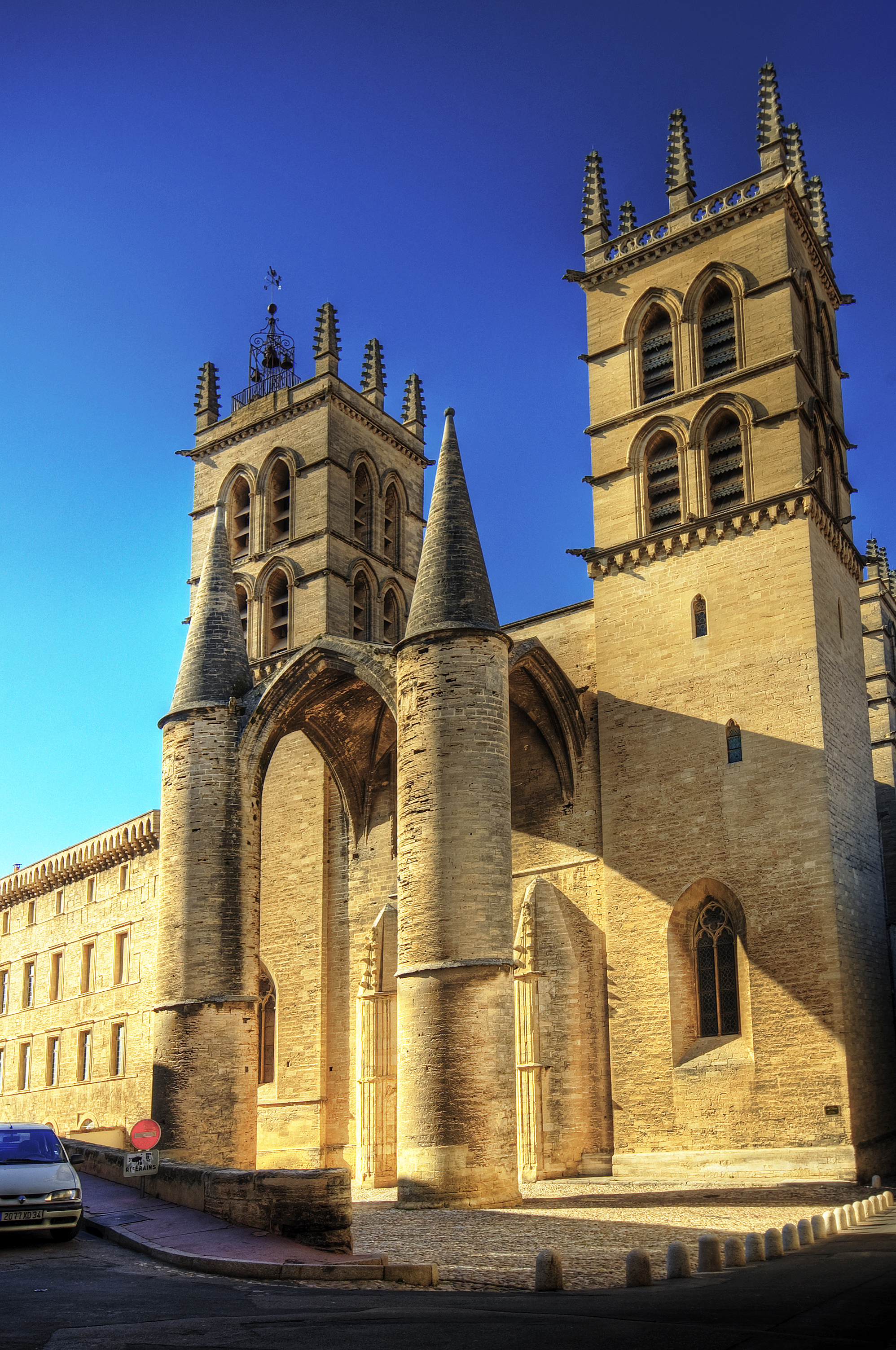
Sint-Pieterskathedraal van Montpellier

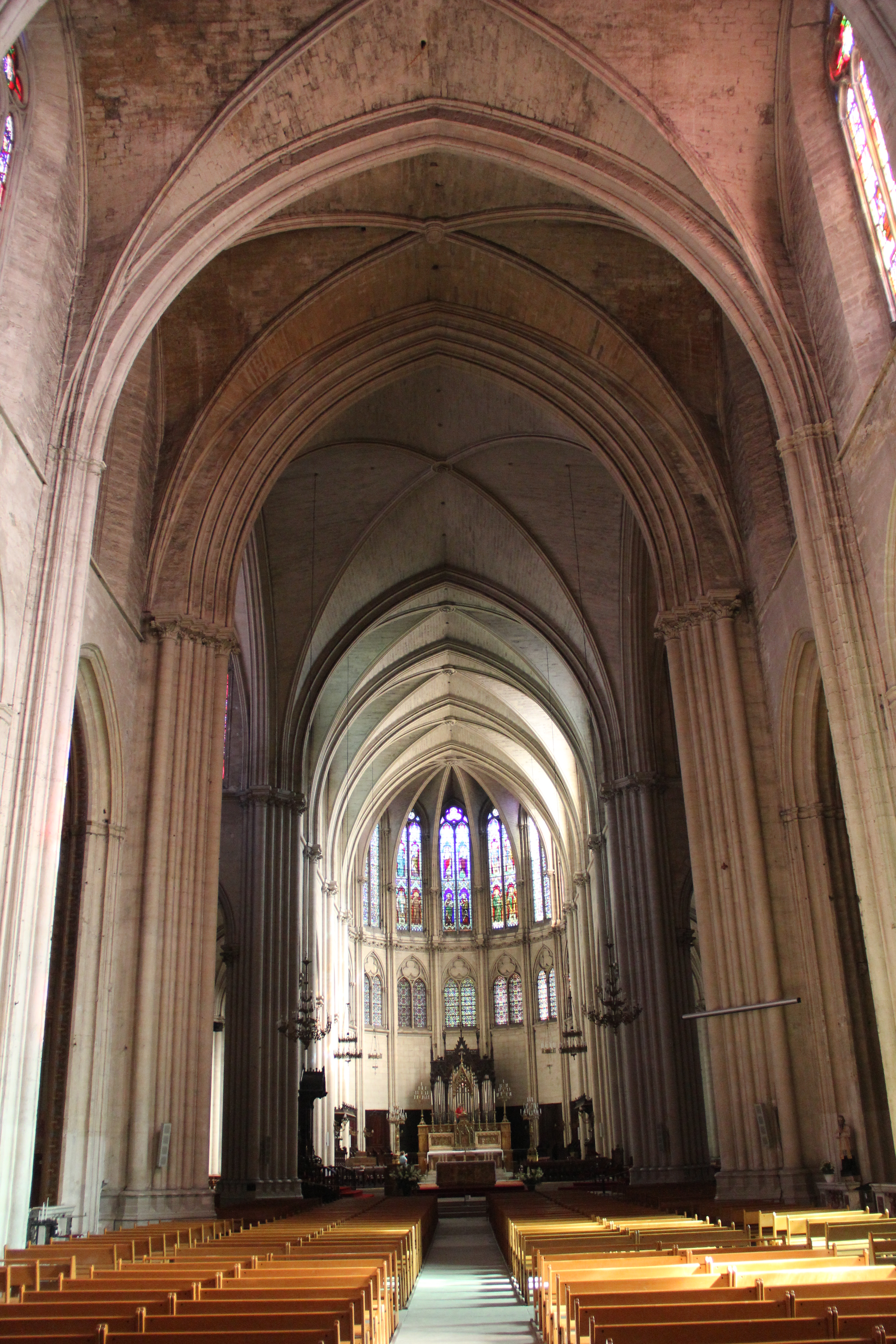
binnenzicht

De Kathedraal van Montpellier of de Sint-Pieterskathedraal (14e eeuw) is de zetel van het bisdom Montpellier (sinds 1536) en het aartsbisdom Montpellier (sinds 2002). De kathedraal staat in het centrum van de stad Montpellier, hoofdplaats van het Frans departement Hérault. Het gotisch gebouw dateert van de 14e eeuw maar kende grondige verbouwingen in de 17e en 19e eeuw.

## Historiek
Montpellier lag op een pelgrimsroute naar Santiago de Compostella. In de 14e eeuw bouwden de benedictijnen een kapel voor hun kapittelschool Saint-Benoît. In 1367 huldigde paus Urbanus V deze kapel in. Het huisvestte de faculteit Geneeskunde, onder het gezag van de bisschop van Maguelone, een faculteit waarvan de oorsprong terug gaat tot de 12e eeuw. 
In 1536 werd de bisschopszetel van Maguelone overgedragen naar Montpellier. De abdijkerk wordt de kathedraal Saint-Pierre of Sint-Pieterskathedraal. Deze overdracht ging in parallel met een toenemende welvaart van de stad. In de kathedraal werden meer kerkschatten opgeslagen; er was de kleine sacristie met relieken van de heilige Benedictus, en andere heiligen, alsook getijdenboeken. De grote sacristie bevatte grote reliekschrijnen met houtsnijkunst en brokaten versieringen, alsook zilveren vaatwerk en kandelaars. Een kapittel van kanunniken beheerde de eigendommen. 
De kathedraal kreeg vier vestingtorens en een grachtmuur. De kathedraal kreeg de bijnaam Fort Saint-Pierre of het Sint-Pietersfort omdat de bisschop er zich verschanste. Van 1561 tot 1566, tijdens de Franse Godsdienstoorlogen, werden vernielingen aangebracht aan de Sint-Pieterskathedraal. Een toren werd afgesmeten, het hoofdgewelf stortte en een deel van de kathedraal brandde af. De kanunniken vluchtten naar Villeneuve-les-Maguelone en naar Frontignan. Ze keerden pas terug in 1622, nadat de troepen van koning Lodewijk XIII orde op zaken stelden. Op koninklijk bevel werd de Sint-Pieterskathedraal hersteld. De waterspuwers en beelden op de façades zijn daarom niet Middeleeuws maar 17e-eeuws. 
In 1775 liet de bisschop het 14e-eeuws koor afbreken omwille van bouwvalligheid; een groter koor in gotische stijl verrees. Er kwam een nieuw orgel.
Tijdens de Franse Revolutie werd de Sint-Pieterskathedraal grondig geplunderd. Het werd eerst een opslagplaats voor wapens en nadien een paardenstal voor militairen. In de 19e eeuw werd de kerk herbouwd, zowel buiten als binnen. In 1875 waren de bouwwerken klaar. De Sint-Pïeterskathedraal had een nieuwe klokkentoren, zijkapellen en dak. De faculteit Geneeskunde van de universiteit van Montpellier betrok opnieuw het voormalig abdijpand der benedictijnen.
In 1906 werd de Sint-Pieterskathedraal erkend als monument historique van Frankrijk. Andere zaken zoals het orgel, schilderijen, kelken en dergelijke kennen eveneens een erkenning als beschermd erfgoed. Een beschermd schilderij is bijvoorbeeld de Val van Simon Magus (1657), door Sébastien Bourdon.

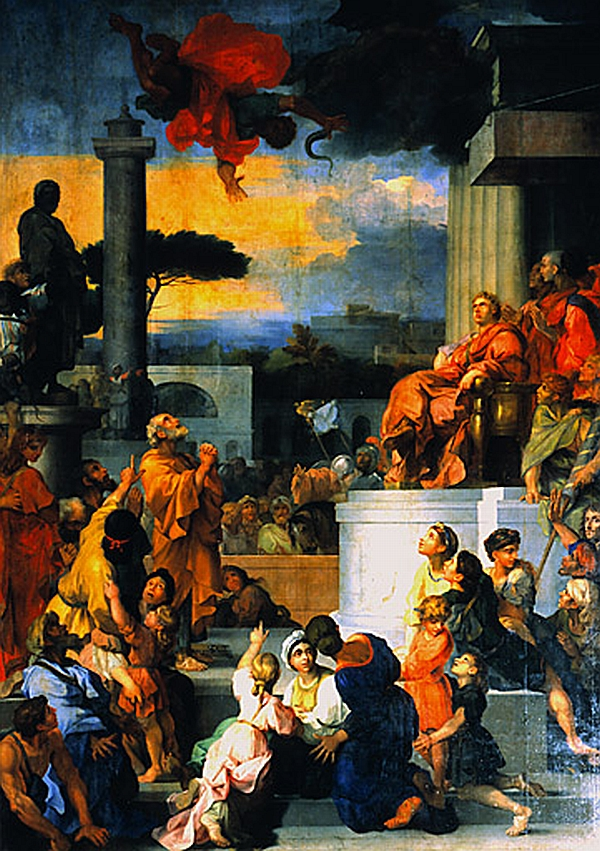
Val van Simon Magus, een ketter voor de Roomse kerk